# Даниловка (Ростовская область)
Даниловка — упразднённый хутор в городском коруге город Шахты Ростовской области. Входил в состав Сидорово-Кадамовского сельсовета. В 2004 году включен в черту города Шахты.

## География
Располагался на реке Кадамовка, на расстоянии примерно 1 км к востоку от города Шахты.

## История
В 1968 году Сидорово-Кадамовский сельсовет в месте с хутором передан в подчинение Артёмовского райсовета города Шахты из состава Октябрьского района.

## Население
| 1989 | 2002 |
| ---- | ---- |
| 306  | ↗508 |